# Lijst van nummer 1-hits in de Vlaamse Ultratop 50 in 2022
De volgende hits stonden in 2022 op nummer 1 in de Vlaamse Ultratop 50.
| Nummer | Datum        | Artiest                      | Titel                           |
| ------ | ------------ | ---------------------------- | ------------------------------- |
| 324    | 1 januari    | Ed Sheeran & Elton John      | Merry Christmas                 |
| 322    | 8 januari    | Adele                        | Easy on Me                      |
|        | 15 januari   | Adele                        | Easy on me                      |
| 325    | 22 januari   | Stromae                      | L'enfer                         |
| 326    | 29 januari   | MEAU                         | Dat heb jij gedaan              |
|        | 5 februari   | MEAU                         | Dat heb jij gedaan              |
|        | 12 februari  | MEAU                         | Dat heb jij gedaan              |
|        | 19 februari  | MEAU                         | Dat heb jij gedaan              |
|        | 26 februari  | MEAU                         | Dat heb jij gedaan              |
| 327    | 5 maart      | Metejoor                     | Dit is wat mijn mama zei        |
| 325    | 12 maart     | Stromae                      | L'enfer                         |
| 327    | 19 maart     | Metejoor                     | Dit is wat mijn mama zei        |
| 328    | 26 maart     | Jaap Reesema                 | Mijn kleine presidentje         |
| 327    | 2 april      | Metejoor                     | Dit is wat mijn mama zei        |
| 329    | 9 april      | Harry Styles                 | As It Was                       |
|        | 16 april     | Harry Styles                 | As It Was                       |
|        | 23 april     | Harry Styles                 | As It Was                       |
|        | 30 april     | Harry Styles                 | As It Was                       |
|        | 7 mei        | Harry Styles                 | As It Was                       |
|        | 14 mei       | Harry Styles                 | As It Was                       |
| 330    | 21 mei       | Jérémie Makiese              | Miss You                        |
| 329    | 28 mei       | Harry Styles                 | As It Was                       |
|        | 4 juni       | Harry Styles                 | As It Was                       |
|        | 11 juni      | Harry Styles                 | As It Was                       |
|        | 18 juni      | Harry Styles                 | As It Was                       |
|        | 25 juni      | Harry Styles                 | As It Was                       |
|        | 2 juli       | Harry Styles                 | As It Was                       |
|        | 9 juli       | Harry Styles                 | As It Was                       |
|        | 16 juli      | Harry Styles                 | As It Was                       |
| 331    | 23 juli      | James Hype & Miggy Dela Rosa | Ferrari                         |
|        | 30 juli      | James Hype & Miggy Dela Rosa | Ferrari                         |
|        | 6 augustus   | James Hype & Miggy Dela Rosa | Ferrari                         |
| 332    | 13 augustus  | Pommelien Thijs              | Ongewoon                        |
| 333    | 20 augustus  | Rosa Linn                    | Snap                            |
|        | 27 augustus  | Rosa Linn                    | Snap                            |
|        | 3 september  | Rosa Linn                    | Snap                            |
|        | 10 september | Rosa Linn                    | Snap                            |
|        | 17 september | Rosa Linn                    | Snap                            |
|        | 24 september | Rosa Linn                    | Snap                            |
|        | 1 oktober    | Rosa Linn                    | Snap                            |
| 334    | 8 oktober    | David Guetta & Bebe Rexha    | I'm Good (Blue)                 |
|        | 15 oktober   | David Guetta & Bebe Rexha    | I'm Good (Blue)                 |
|        | 22 oktober   | David Guetta & Bebe Rexha    | I'm Good (Blue)                 |
|        | 29 oktober   | David Guetta & Bebe Rexha    | I'm Good (Blue)                 |
|        | 5 november   | David Guetta & Bebe Rexha    | I'm Good (Blue)                 |
| 335    | 12 november  | Taylor Swift                 | Anti-Hero                       |
| 334    | 19 november  | David Guetta & Bebe Rexha    | I'm Good (Blue)                 |
| 336    | 26 november  | Oscar and the Wolf           | Warrior                         |
|        | 3 december   | Oscar and the Wolf           | Warrior                         |
| 335    | 10 december  | Taylor Swift                 | Anti-Hero                       |
|        | 17 december  | Taylor Swift                 | Anti-Hero                       |
|        | 24 december  | Taylor Swift                 | Anti-Hero                       |
| 337    | 31 december  | Mariah Carey                 | All I Want for Christmas Is You |